# Crkva sv. Jurja u Gdinju (nova)
Crkva sv. Jurja nalazi u Gdinju, općina Jelsa, otok Hvar.

## Opis
Crkva sv. Jurja je jednobrodna građevina s kvadratičnom apsidom i u produžetku poligonalnom sakristijom, dimenzije cca 9 / 26 metara. Crkva je neostilska građevina građena klesancima u horizontalnim redovima, a uglovi građevine istaknuti su plitkim lezenama. Na zapadnom pročelju je portal neobaroknog oblikovanja sa zabatnim završetkom iznad nadvoja, jednostavnom kružnom rozetom i zidanim trodijelnim zvonikom na preslicu. Zvonik je opremljen s tri zvona proizvedena u Ljubljani, veliko zvono datira iz 1900. godine, a ostala dva iz 1925. Na sjevernom i južnom pročelju crkve su po tri izdužena prozora polukružnog završetka, ukrašeni klesanim nadvojima. Crkva ima kamenu profiliranu strehu i dvostrešni krov s pokrovom od utorenog crijepa, građena je kamenom lokalnog podrijetla, dok su klesani elementi izvedeni od korčulanskog kamena. U unutrašnjosti je crkva ožbukana, s horizontalnim plafonom ukrašenim profilacijama i kamenim podom. Na istoku je svetište u kojem je Pavao Bilinić 1907. godine izradio glavni oltar u mramoru, s kipovima sv. Jurja i suzaštitnika crkve sv. Kvirina i sv. Bonifacija. Na zapadu je drveni kor postavljen na dva kamena stupa. U brodu crkve su dva oltara, uz sjeverni zid crkve je oltar posvećen Gospi Ružarici, pretpostavlja se Bilinićev rad, dok je uz južni zid postavljen oltar Srca Isusova, kojeg je 1908. godine izradio kipar i altarist Josef Obletter iz Tirola, izrađen u polikromiranom drvu. Na tom su oltaru postavljeni kipovi Isusa, sv. Antuna Padovanskog i sv. Spiridona, na antependiju je prikaz Posljednje večere, a isti je autor izradio i Gospin kip na sjevernom oltaru, ophodno raspelo i dva para anđela klanjatelja. Od ostalih umjetnina u crkvi se nalaze kip Djetića u jaslicama iz 1907. godine, rad zavoda Artigianalli iz Trenta, uljena slika Božjeg groba autora Krafta iz 1889. godine i križni put nabavljen 1908. godine u Splitu. U crkvi se čuva i preostali inventar stare crkve sv. Jurja, među kojima se ističu oltarna pala autora Vicka Pellegrinija iz 1778. godine, drveni kipovi Gospe i sv. Antuna (oko 1700. godine), krstionica iz 1767. godine, te srebrnina (kalež, moćnik, ophodno raspelo, pokaznica) iz 16. – 18. stoljeća. Prostor oko crkve ograđen je kamenim zidom, a na uglu je postavljen kameni križ donesen s prostora „šimatorija“ (groblja) uz staru crkvu sv. Jurja.

## Zaštita
Pod oznakom Z-7219 zavedena je kao nepokretno kulturno dobro - pojedinačno, pravna statusa zaštićena kulturnog dobra, klasificirano kao "sakralna graditeljska baština".